# Jerzy Hankis

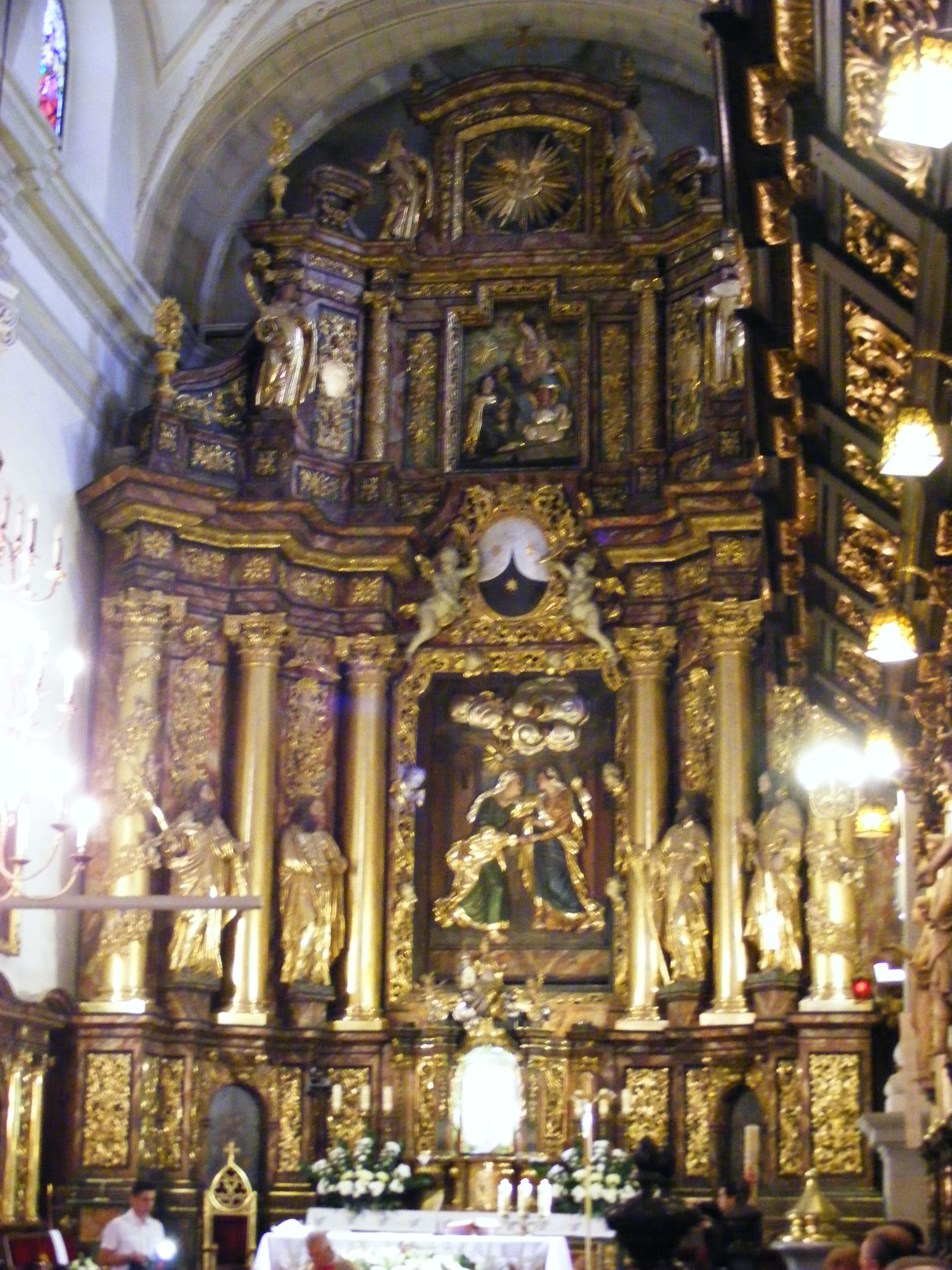
Altar in der Karmelitenkirche Krakau, 1699/1701

Jerzy Hankis (lateinisch Georgius Hankis; * 1653 in Wilamowice, Kreis Schlesien, Polen-Litauen; † um 1715) war ein schlesischer Bildschnitzer in Krakau.

## Leben

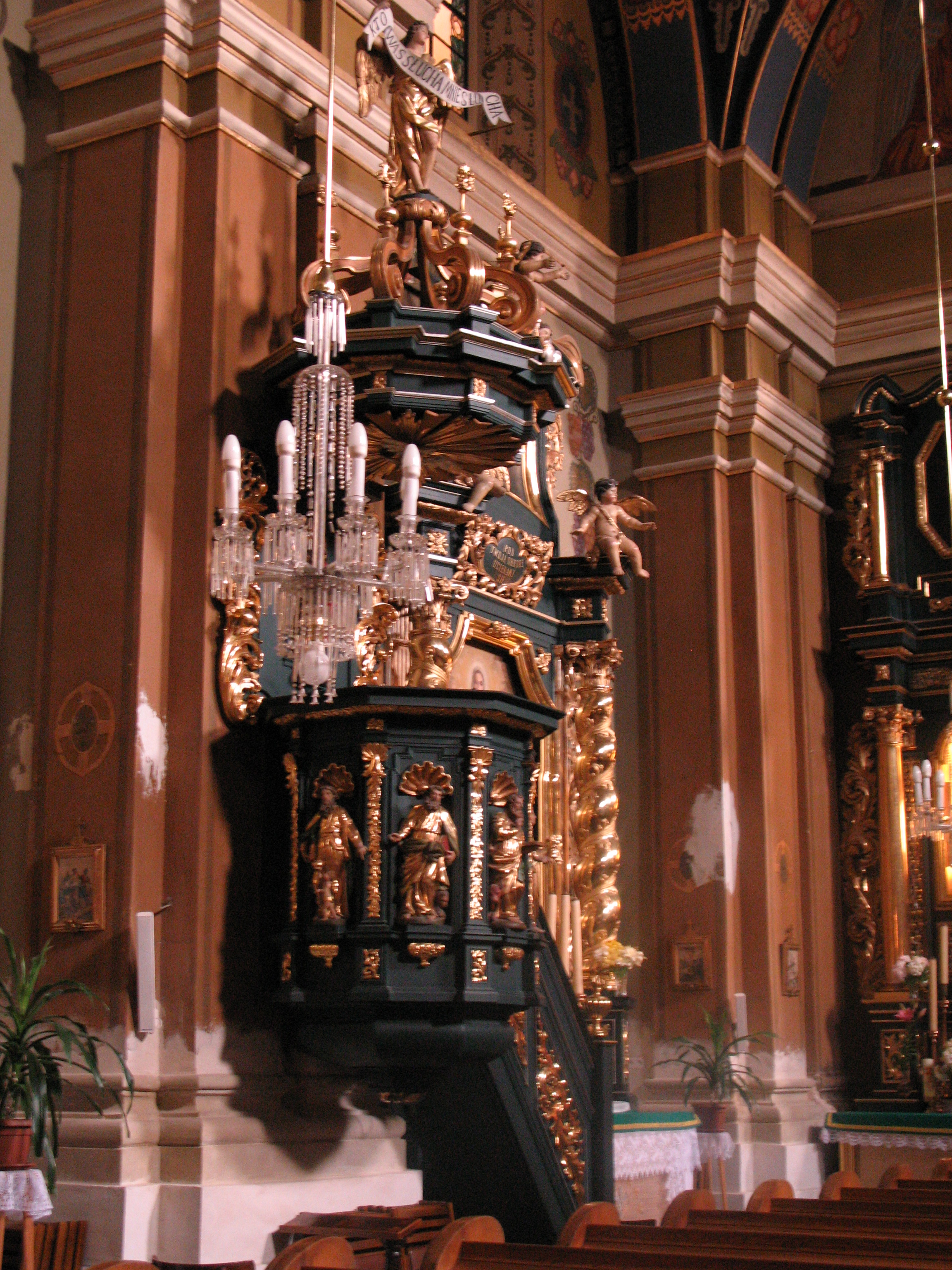
Kanzel in der Josefskirche in Krakau, um 1697

Hankis stammte aus einer calvinistischen Familie im polnischen Teil Schlesiens. 1687 erhielt er das Bürgerrecht in Krakau und wurde Mitglied der Tischlerzunft.

## Werke (Auswahl)
Georg Hankis schuf Altäre, Kanzeln und weitere Kunstwerke in Kirchen in Krakau und Kleinpolen.
- Pfarrkirche Książ Wielki, 1682, Altar (Zuschreibung?)
- Bernhardinerinnenkirche St. Josef Krakau, um 1697, Hauptaltar, vier Nebenaltäre, Kanzel[1]
- Karmelitenkirche Krakau, 1699–1701, einer der größten Altäre im damaligen Polen[2]
- Kirche St. Florian Krakau, 1703, Kruzifix, gotische Nachbildung nach Veit Stoß, mit Inschrift 1703 Georgius Hankis fecit[3]
- Kirche Mariä Himmelfahrt Tarnobrzeg, um 1706, Hauptaltar
- Kirche Wilamowice, 1707, Kanzel[4]
- Kirche Mariä Geburt Książ Mały, 1710, Hauptaltar[5]